# Otto von Radowitz
Otto von Radowitz (geboren 1. April 1880 in Berlin; gestorben 10. März 1941 ebenda) war ein deutscher Diplomat während des Kaiserreichs, in der Weimarer Republik und in der Zeit des Nationalsozialismus.

## Leben
Otto von Radowitz war ein Sohn des Diplomaten Joseph Maria von Radowitz und der Nadine Ozerow. Einer seiner älteren Brüder war der Diplomat Wilhelm von Radowitz. Er besuchte das Gymnasium in Freienwalde und studierte nach dem Einjährigen Rechtswissenschaft in Freiburg im Breisgau, Göttingen, Marburg und Münster. 1900 wurde er Mitglied des Corps Saxonia Göttingen. Das Referendariat begann er 1904 im preußischen Justizdienst und er wurde nach dem Assessorexamen 1910 in den Auswärtigen Dienst berufen. 1912 bis 1914 war er Vizekonsul in Buenos Aires. Während des Ersten Weltkriegs war er Soldat, bei Kriegsende im Range eines Rittmeisters. Ab 1920 war er in der diplomatischen Vertretung in Riga tätig, 1922 wechselte er nach Moskau. 1925 ging er als Generalkonsul nach Innsbruck. Ab 1926 bis 1933 war er ohne Verwendung. Zum 1. Juni 1931 trat er in die Nationalsozialistische Deutsche Arbeiterpartei ein (Mitgliedsnummer 509.756). Er wurde auch Mitglied der SA im Rang eines Obersturmbannführers.
Nach der Machtergreifung durch die Nationalsozialisten 1933 wurde er wieder aktiviert und übernahm, nachdem einige republikanische oder jüdische Diplomaten aus ihren Stellungen entfernt worden waren, im Dezember 1933 von Edmund von Thermann das Generalkonsulat in der Freien Stadt Danzig, die unter Aufsicht des Völkerbunds stand. Auch in Danzig hatte die dortige NSDAP im Danziger Volkstag und Danziger Senat bereits seit 1933 die Macht übernommen, so dass das Auswärtige Amt kontinuierlich an Einfluss verlor. Ab 1936 war von Radowitz Gesandter in Luxemburg. Nachdem das neutrale Luxemburg im Westfeldzug von deutschen Truppen am 10. Mai 1940 besetzt worden war, wurde er am 26. Mai nach Berlin zurückberufen. Er war ab Oktober 1940 im Auswärtigen Amt in Berlin eingesetzt, verstarb aber bereits im Folgejahr.